# آرشیو آف آر اون

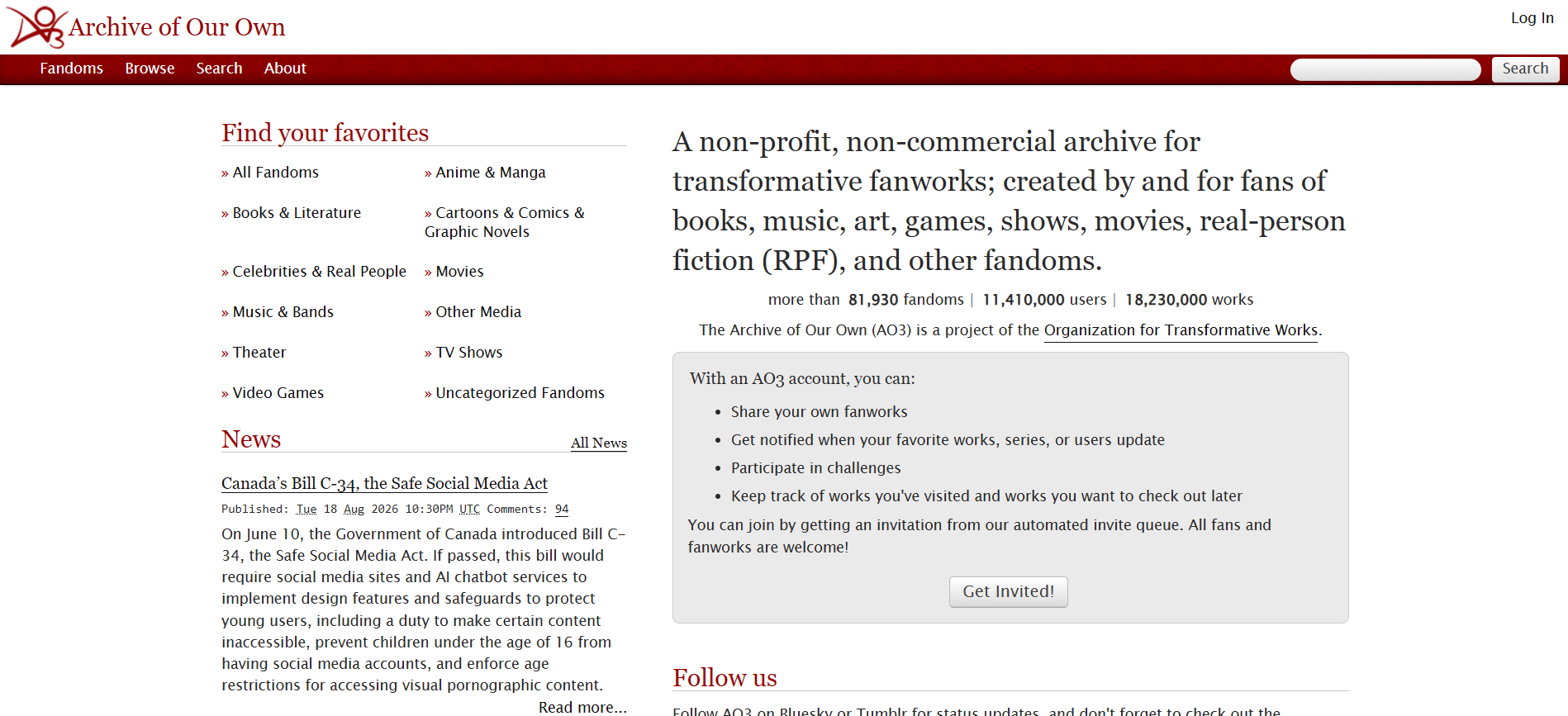
هوم‌پیج وب‌سایت آرکایو آو آور اون (archiveofourown) در سال ۲۰۲۱

آرکایو آو اَور اون (AO3) یک وبسایت ناسودبر باز برای فن‌فیکشن است که با همکاری کاربران گردآوری شده‌است. کاربران می‌توانند فن‌فیکشن‌های نوشتۀ خود را روی این سایت منتشر کنند. این وبگاه در سال ۲۰۰۸ افتتاح شد و تا ماه مه سال ۲۰۲۰ میزبان ۶ میلیون اثر توسط ۳۶٬۷۰۰ فندوم مختلف شده‌است.

## تاریخچه
در سال ۲۰۰۷ یک وبگاه با هدف کسب درآمد از فن فیکشن راه‌اندازی شده بود.